# Trung tâm Tin tức Internet Trung Quốc
Trung tâm Tin tức Internet Trung Quốc (tiếng Trung: 中国互联网新闻中心; bính âm: Zhōngguó Hùliánwǎng Xīnwén Zhōngxīn) là một cổng thông tin điện tử nhà nước của Cộng hòa Nhân dân Trung Hoa được xuất bản dưới sự bảo trợ của Văn phòng Thông tin Quốc vụ viện Quốc vụ viện và Tập đoàn Xuất bản Quốc tế Trung Quốc.
Tổng biên tập hiện nay là Vương Hiểu Huy, nguyên là thứ trưởng Bộ Tuyên truyền của Đảng Cộng sản Trung Quốc.

## Bản địa hóa
Trang web có sẵn bằng tiếng Ả Rập, tiếng Trung Quốc (giản thể), tiếng Trung Quốc (phồn thể), tiếng Anh, tiếng Esperanto, tiếng Pháp, tiếng Đức, tiếng Nhật, tiếng Hàn, tiếng Nga và tiếng Tây Ban Nha.